# SLC25A15
SLC25A15 (англ. Solute carrier family 25 member 15) – білок, який кодується однойменним геном, розташованим у людей на 13-й хромосомі. Довжина поліпептидного ланцюга білка становить 301 амінокислот, а молекулярна маса — 32 736.
| 10         |  | 20         |  | 30         |  | 40         |  | 50         |
| ---------- |  | ---------- |  | ---------- |  | ---------- |  | ---------- |
| MKSNPAIQAA |  | IDLTAGAAGG |  | TACVLTGQPF |  | DTMKVKMQTF |  | PDLYRGLTDC |
| CLKTYSQVGF |  | RGFYKGTSPA |  | LIANIAENSV |  | LFMCYGFCQQ |  | VVRKVAGLDK |
| QAKLSDLQNA |  | AAGSFASAFA |  | ALVLCPTELV |  | KCRLQTMYEM |  | ETSGKIAKSQ |
| NTVWSVIKSI |  | LRKDGPLGFY |  | HGLSSTLLRE |  | VPGYFFFFGG |  | YELSRSFFAS |
| GRSKDELGPV |  | PLMLSGGVGG |  | ICLWLAVYPV |  | DCIKSRIQVL |  | SMSGKQAGFI |
| RTFINVVKNE |  | GITALYSGLK |  | PTMIRAFPAN |  | GALFLAYEYS |  | RKLMMNQLEA |
| Y          |  |            |  |            |  |            |  |            |

A: Аланін

C: Цистеїн

D: Аспарагінова кислота

E: Глутамінова кислота

F: Фенілаланін

G: Гліцин

H: Гістидин

I: Ізолейцин

K: Лізин

L: Лейцин

M: Метіонін

N: Аспарагін

P: Пролін

Q: Глутамін

R: Аргінін

S: Серин

T: Треонін

V: Валін

W: Триптофан

Задіяний у такому біологічному процесі, як транспорт. 
Локалізований у мембрані, мітохондрії, внутрішній мембрані мітохондрії.